# Эскадренные миноносцы типа «W» (1943)
Эскадренные миноносцы типа «W» — британские эскадренные миноносцы периода окончания Второй мировой войны, спущенные на воду в 1943—1944 годах. Являются систершипами для эсминцев класса «Z». Служили в 9-й флотилии Королевского флота, участвовали в сопровождении различных конвоев в ходе Второй мировой войны. Ни один из кораблей данного типа не был потоплен в ходе военных действий, а после окончания войны корабли были распроданы в разные страны. Внешне напоминали эсминцы типов «U» и «V».

## Конструкция

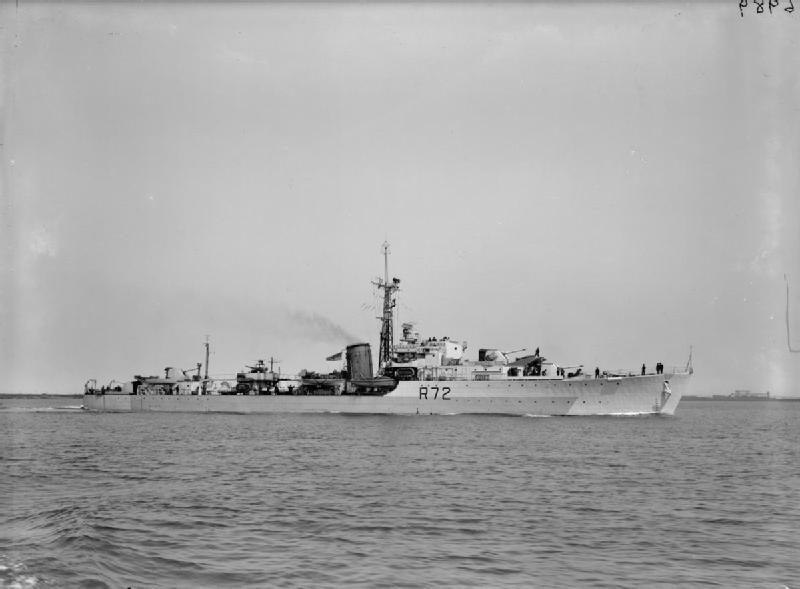
Эскадренный миноносец HMS Wizard в мае 1945

### Архитектурный облик
Эсминцы этого типа конструктивно мало отличались от типа «U».

### Энергетическая установка

#### Главная энергетическая установка
Главная энергетическая установка повторяла применённую на типе «Джервис» и включала в себя два трёхколлекторных Адмиралтейских котла с пароперегревателями и два одноступенчатых редуктора, четыре паровых турбины Парсонса. Две турбины (высокого и низкого давления) и редуктор составляли турбозубчатый агрегат. Размещение ГЭУ — линейное. Котлы размещались в изолированных отсеках, турбины — в общем машинном отделении, при этом были отделены от котлов водонепроницаемой переборкой.
Рабочее давление пара — 21,2 кгс/см² (20,5 атм.), температура — 332 °C(630 °F).

#### Электропитание
Напряжение сети 220 V. Электричество вырабатывали два турбогенератора мощностью по 155 кВт. Были так же два дизель-генератора по 50 кВт и один мощностью 10 кВт.

#### Дальность плавания и скорость хода
Проектная мощность составляла 40 000 л. с. при частоте вращения 350 об/мин, что должно было обеспечить скорость хода (при полной нагрузке) в 32 узла, максимальная скорость при стандартном водоизмещении должна была составить 36 узлов.

Запас топлива хранился в топливных танках, вмещавших 615 тонн мазута, что обеспечивало дальность плавания 4675 миль 20-узловым ходом.

## Список кораблей
| Имя                 | Верфь                | Спущен                | Служба и судьба                                                                      |
| ------------------- | -------------------- | --------------------- | ------------------------------------------------------------------------------------ |
| Кемпенфельт / Котор | John Brown & Company | 8 мая 1943 года       | Лидер эсминцев и лидер флотилии. Продан Югославии в 1958 году, разобран в 1971 году. |
| Уогер / Пула        | John Brown & Company | 1 ноября 1943 года    | Продан в 1958 году Югославии                                                         |
| Уэйкфул             | Fairfields           | 30 июня 1943 года     | Перестроен как фрегат типа 15, стал учебным судном позднее, разобран в 1971 году.    |
| Уэссекс             | Fairfields           | 2 сентября 1943 года  | Продан ЮАС в 1950 году как Ян ван Рибеек.                                            |
| Уэльп               | Hawthorn Leslie      | 3 июня 1943 года      | Продан ЮАС в 1953 как Симон ван дер Стель, разобран в Дурбане в 1976.                |
| Уирлуинд            | Hawthorn Leslie      | 30 августа 1943 года  | Переделан во фрегат типа 15, потоплен как учебная мишень в 1974.                     |
| Уизард              | Vickers-Armstrong    | 29 сентября 1943 года | Ушёл на слом в марте 1967 года в Инверкейтинге.                                      |
| Врэнглер            | Vickers-Armstrong    | 30 декабря 1943 года  | Продан ЮАС в 1957 как Фристаат.                                                      |